# Líšťany (kraj pilzneński)
Líšťany – wieś i gmina w Czechach, w powiecie Pilzno Północ, w kraju pilzneńskim. Według danych z dnia 1 stycznia 2013 liczyła 628 mieszkańców.